# فووكسيت
فوكسيت هو معدن فوسفاتي له الصيغة الكيميائية Fe 2+ Al 2 ( P O 4 ) 2 (O H ) 2 · 6 (H 2 O). إنه ينتمي إلى مجموعة laueite)paravauxite)، والمجموعة الفرعية paravauxite ، على الرغم من أن ميندات(Mindat) وضعها كعضو في مجموعة (vantasselite):
Al 4 (PO 4 ) 3 (OH) 3 · 9H 2 O . لا يوجد تشابه في التركيب بين فوكسيت والبارافوكسيت:( Fe 2+ Al2 (PO4 )2 (OH)2 · 8H2 O ) أو (metavauxite (Fe 3+ Al 2 (PO 4 ) 2 (OH) 2 · 8H 2 O، حتى على الرغم من أنها متشابهة كيميائيًا، إلا أن جميع المعادن تحدث معًا كمعادن ثانوية. تم تسمية فوكسيت في عام 1922 باسم جورج فو جونيور (1863-1927)، وهو محامي أمريكي وجامع معادن.

## وحدة الخلية
مجموعة الفضاء: هي P 1 ، مما يعني أن عنصر التناظر الوحيد للبلورة هو مركز التناظر، وتتكون البلورة من وحدات متطابقة تسمى: (خلايا الوحدة) والتي يتم تكديسها معًا بحيث تملأ تمامًا المساحة التي تشغلها البلورة في حالة عدم وجود عيوب. وخلية الوحدة هي شكل معيني (كل وجه متوازي أضلاع ، والأزواج المتقابلة من الوجوه متساوية) مع أطوال أضلاعه أ ، ب ، ج. يُشار إلى الزوايا بين الجانبين بالحروف اليونانية α و β و γ ، حيث α هي الزاوية بين الجانبين b و c ، و β بين c و a ، و بين a و b. أما بالنسبة للفاوكسيت فإنها تختلف قيم المبلغ عنها لهذه المعلمات اختلافًا طفيفًا عن الإشارة إلى المرجع، حيث درس باحثون مختلفون عينات مختلفة لكن جميعهم يتفقون على أن: أ = 9.1 Å ، ب = 11.6 Å ، ج = 6 Å ، α = 98.3 درجة، β = 92 درجة و = 108 درجات للدقة المذكورة. والقيم المفصلة التي تم الإبلاغ عنها لمعلمات الشبكة هي:
- أ = 9.13 Å ، ب = 11.59 Å ، ج = 6.14 Å ، α = 98.3 درجة ، β = 92 درجة ، γ = 108.4 درجة [5]
- أ = 9.142 Å ، ب = 11.599 Å ، ج = 6.158 Å ، α = 98.29 درجة ، β = 91.93 درجة ، γ = 108.27 درجة

داخل كل خلية وحدة يوجد هناك وحدتان من الصيغة التالية: (Fe 2+ Al 2 (PO 4 ) 2 (OH) 2 · 6H 2 O).

## بنية
يتميز هيكل الفوكسيت بسلاسل لانهائية موازية للمحور البلوري ج. تتكون مجموعة واحدة من السلاسل من ثماني الوجوه مع أيون حديد حديدية Fe 2+ أو أيون ألومنيوم Al في المنتصف ، وأيون أكسجين O في كل من القمم الستة. الأيونات المركزية لهذه الثماني الوجوه هي بالتناوب Fe و Al ، وثماني الوجوه المجاورة لها حواف مشتركة. عند كل حافة متصلة ، يتم مشاركة أيوني أكسجين بين اثنين من ثماني الأوجه ، ويجب أن يكون لكل ثماني أوجه حافتين مشتركتين لتشكيل سلسلة.
بالتوازي مع هذه السلاسل الاوكتاهدرا المرتبطة بالحافة ، توجد سلاسل مختلطة مرتبطة بالرأس من ثماني وجوه متناوبة ورباعية السطوح . رباعي السطوح له أيون الفوسفور P في الوسط ، وأيونات الأكسجين O في كل من القمم الأربعة ، والأوكتاهدرا لها أيون ألومنيوم Al في المنتصف محاط بستة أيونات أكسجين O ، كما هو الحال في سلاسل الاوكتاهدرا. في كل رأس متصل ، يتم مشاركة O بين رباعي السطوح وثماني الوجوه ، ويجب أن يكون لكل من رباعي الوجوه وثماني الوجوه رأسان متصلان لتشكيل السلسلة المختلطة.
كل سلسلة اوكتاهدرا محاطة بسلسلتين مختلطتين ، واحدة على كلا الجانبين ، مرتبطة من خلال رؤوس السلاسل ، مما يجعل سلسلة ثلاثية لا نهائية. ترتبط السلاسل الثلاثية ببعضها البعض من خلال المزيد من الفوسفور رباعي السطوح (وليس تلك الموجودة في السلاسل المختلطة) ، والتي تشترك في الرؤوس مع كلا النوعين من ثماني الأوجه في سلاسل ثماني السطوح ، ومع ثماني الأوجه من الألومنيوم في السلاسل المختلطة. يتم أيضًا دمج جزيئات الماء (H 2 O) وأيونات الهيدروكسيل (OH) في هذه السلسلة ، مما يعطي سلسلة معقدة بتكوين [FeAl 3 (PO 4 ) 4 (OH) 4 (OH 2 ) 2 ] 5− . ترتبط هذه السلاسل المعقدة ، الموازية للمحور البلوري C ، في اتجاه المحور بمزيد من ثماني السطوح المصنوعة من الألومنيوم (وليس تلك الموجودة في السلاسل) وفي اتجاه المحور b بمزيد من Fe octahedra ، وهناك المزيد من جزيئات الماء داخل القنوات في الهيكل ، مما يعطي الصيغة النهائية للفوكسيت مثل FeAl 2 (PO 4 ) 2 (OH) 2 .6H 2 O.

## العادة البلورية
تكون بلورات الفووكسيت صغيرة جدًا وجداولية، وتشكل مجاميع فرعية وعقيدات شعاعية، ويتم تسطيح البلورات بالتوازي مع المستوى الذي يحتوي على المحورين البلوريين a و c، وممدودة في اتجاه c، على طول السلاسل التي تشكل أساس الهيكل.

## الخواص البصرية
يحتوي نظام بلوري ثلاثي الميل المعدني مثل: (فوكسيت) على جميع المحاور البلورية الثلاثة بأطوال مختلفة، وجميع زوايا البينية ذات الأحجام المختلفة، مع عدم وجود 60 درجة و 90 درجة أو 120 درجة. وبالتالي فإن المادة متباينة الخواص ، والخصائص الفيزيائية ، بما في ذلك الخصائص البصرية ، تختلف باختلاف الاتجاه. معامل الانكسار هو نسبة سرعة الضوء في الفراغ إلى سرعة الضوء عبر الوسط. نظرًا لأن هذا يختلف باختلاف لون الضوء ، يجب اختيار لون قياسي عند تحديد مؤشرات الانكسار. المعيار المعتاد هو الضوء الأصفر من مصدر الصوديوم الذي يبلغ طوله الموجي 589.3 نانومتر . بالنسبة إلى مادة متباينة الخواص ، يختلف معامل الانكسار (للضوء ذي اللون المحدد) وفقًا للاتجاه ،  وبالنسبة إلى الفوكسيت ، يتراوح النطاق من 1.551 للضوء الذي ينتقل بالتوازي مع المحور إلى 1.562 بالنسبة للضوء الذي ينتقل بالتوازي مع المحور c.
المحور البصري هو الاتجاه الذي ينتقل فيه الضوء عبر البلورة بحيث تكون السرعة هي نفسها لجميع اتجاهات الاستقطاب للضوء لأي طول موجي معين (أي اللون). أي اتجاه في بلورة متساوية القياس له هذه الخاصية. تحتوي البلورات ثلاثية الأضلاع ورباعية الزوايا والسداسية على محور بصري واحد ، موازٍ للمحور البلوري ج. يقال أنها أحادية المحور. تحتوي البلورات ثلاثية الميل وأحادية الميل والبلورات المعينية على محورين بصريين ، ويقال إنها ذات محورين. يتم الإشارة إلى الزاوية بين المحورين بواسطة 2V. الفوكسيت ذو محورين.

### علامة بصرية
ينتقل الضوء غير المستقطب دون تغيير عبر بلورة متساوية القياس ، مهما كان اتجاه السفر. في البلورات أحادية المحور وثنائية المحور ، يتحرك الضوء في أي اتجاه غير الموازي للمحور البصري إلى شعاعين مستقطبين ، الشعاع العادي والشعاع غير العادي. يسافر الشعاع العادي بنفس السرعة بغض النظر عن الاتجاه ؛ هذا هو نتيجة المستوى الذي يكون فيه الاستقطاب. إن مستوى استقطاب الشعاع غير العادي متعامد مع مستوى الشعاع العادي ، وبصفة عامة ستكون سرعته مختلفة. بالنسبة للأشعة التي تتحرك على طول محور بصري ، تكون سرعات الأشعة العادية وغير العادية متساوية. بالنسبة لجميع الاتجاهات الأخرى في البلورات أحادية المحور وثنائية المحور ، تختلف السرعات. يُقال إن البلورة موجبة إذا كانت سرعة الشعاع العادي أكبر من سرعة الشعاع غير العادي ، وسالبة إذا كان العكس صحيحًا. الفوكسيت ذو محورين (+).

### تشتت المحاور البصرية
يختلف معامل الانكسار باختلاف الطول الموجي (اللون) للضوء، وبالتالي فإن مواضع المحاور البصرية في البلورات ثنائية المحور والزاوية 2 فولت بينهما ستتغير عندما يتغير لون الضوء الساقط. وعادة ما يتم التعبير عن هذه الظاهرة بالصيغة r > v، مما يشير إلى أن 2V أكبر للأحمر منه للضوء البنفسجي أو العكس. بالنسبة للفاوكسيت r > v يكون 2V أكبر بالنسبة للضوء الأحمر من الضوء البنفسجي.

### تعدد التلاون
تعدد التلاون هو ظاهرة ظهور البلورات لتغيير لونها أثناء تدويرها في ضوء مستقطب مستوٍ . هذا بسبب الامتصاص التفاضلي للضوء الذي يهتز في اتجاهات مختلفة. لا يمكن أن تكون بلورات متساوية القياس متعددة الألوان. قد تظهر البلورات أحادية المحور (مثلثية أو رباعية الزوايا أو سداسية) لونين مختلفين ، ولكن ليس ثلاثة ، أثناء تدويرها ، ثم يقال إنها ثنائية اللون (لونان). قد تظهر البلورات ثنائية المحور ثلاثة ألوان مختلفة ، ومن ثم يقال إنها متعددة الألوان (ألوان عديدة). الفوكسيت متعدد الألوان بقوة ، عديم اللون على طول X و Z والأزرق على طول Y.

## بيئة
فووكسيت هو معدن ثانوي مشتق من تغيير الأباتيت في عروق القصدير الحرارية المائية. تم العثور عليه مرتبطًا بالأقمار الصناعية Al 3 (PO 4 ) 2 (OH) 3 · 5H 2 O والميتافوكسيت والبارافوكسيت في منطقة النوع ، Siglo Veinte Mine (Siglo XX Mine) ، Llallagua ، مقاطعة رافائيل بوستيلو ، قسم بوتوسي ، بوليفيا ،  وهو التواجد الوحيد المعروف لهذا المعدن. تم حفظ نوع المادة في المتحف الوطني الأمريكي للتاريخ الطبيعي ، واشنطن العاصمة: # 97561 ، # 103542.

## روابط خارجية
- لالاجوا: http://www.highbeam.com/doc/1G1-145163326.html نسخة محفوظة 4 نوفمبر 2012 على موقع واي باك مشين.
- جورج فو: http://mineralogicalrecord.com/labels.asp؟colid=318&page=1
- JMol: http://rruff.geo.arizona.edu/AMS/viewJmol.php؟id=00175